# KAUR
A KAUR (oroszul: КАУР – Космический Аппарат Унифицированного Ряда, magyar átírásban: koszmicseszkij apparat unyificirovannovo rjada, magyarul: egységesített sorozatú űreszköz) szovjet műholdplatform, melyet az NPO PM (napjainkban: ISZSZ) vállalat az 1960-as évek óta használ katonai és polgári célú távközlési, valamint navigációs műholdak alapjaként. Négy alváltozata létezik, a KAUR–1, KAUR–2, KAUR–3 és KAUR–4. 1965-től 2009-ig alkalmazták. Ezen időszak alatt több mint négyszáz KAUR platformon alapuló műholdat építettek. A 2000-es évek elejétől az ISZSZ új műholdplatformja, az Ekszpressz váltotta fel.

## Változatok

### KAUR–1

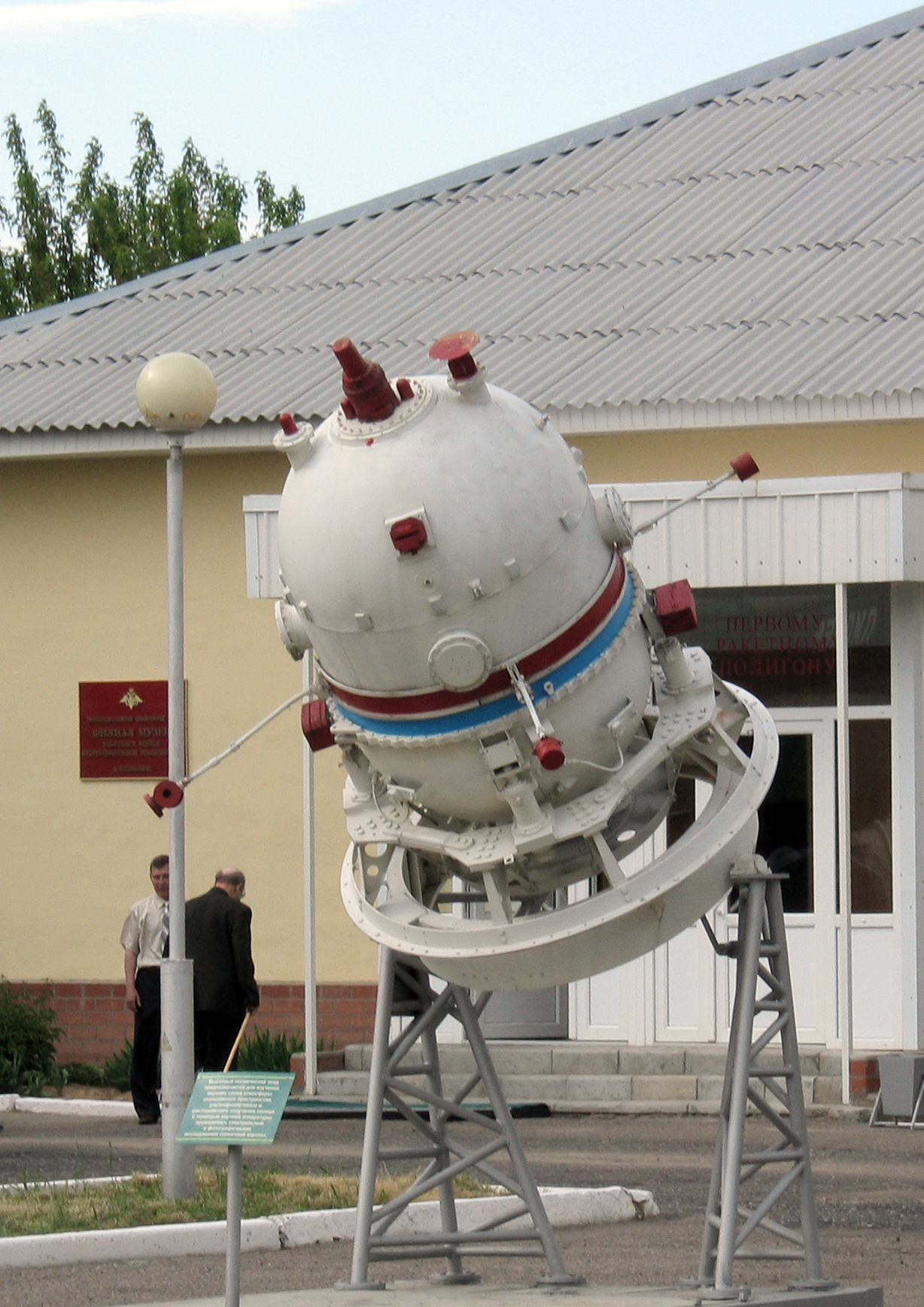
A Vertyikal programban használt magassági szonda. Ez a nyomásálló műszertartály volt a KAUR–1 műholdak központi eleme

Az OKB–10 műholdplatformjainak első generációja, melyet eredetileg a Ciklon navigációs  rendszer műholdjaként hoztak létre 1963-ban. KAUR–1-en alapulnak a Parusz és Cikada navigációs műholdak, a Szfera geodéziai műhold, valamint a Koszpasz-Sarsat műholdas kutató-mentő rendszer szovjet szegmenséhez pályára állított Nagyezsda típusú műhold. Ugyancsak a KAUR–1 az alapja a Vertyikal programban használt magassági nem visszatérő típusú szondáknak, de ott csak a műhold nyomásálló műszertartályát használták fel.
A műhold központi eleme egy hengeres, nyomásálló műszertartály, melynek egyik vége gömbben végződik. Ezt egy hengeres palást veszi körül, amelyen az energiaellátást biztosító napelemek és a hőszabályozó rendszer radiátorai helyezkednek el. A platformon alapuló műholdak tömege 800–1000 kg körül alakult. A műhold pályakorrekciós hajtóművel nem rendelkezett. Orientációját gravitációs-mágneses elven biztosították, de pl. a KAUR–1-nél ezt is elhagyták.
A KAUR–1-en alapuló műholdakat az 1970-es évek végéig alkalmazták. A Ciklon, illetve Zaliv műholdakból 1978-ig 25 db-t indítottak, továbbfejlesztett változatából, a Paruszból pedig 99 db-t. A Szfera geodézia műholdakból 1968–1978 között 18 darabot indítottak. Mindegyik műholdtípus pályára állításához a Koszmosz–3M hordozórakétát alkalmazták. Az indítások – néhány kísérleti indítás kivételével – a Pleszeck űrrepülőtérről történtek.

### KAUR–2
A Molnyija távközlési műholdak platformja. Fejlesztése 1961-ben kezdődött a Koroljov vezette OKB–1-nél. Egy 1964-es sikertelen indítás után az első Molnyija–1 műholdat 1965-ben állították pályára. Az OKB–1 túlterheltsége miatt a műholddal kapcsolatos munkákat átadták az OKB–1 zseleznogorszki 2. sz. részlegének, a később OKB–10 tervezőirodának.

### KAUR–3
Polgári és katonai geostacionárius műholdak számára fejlesztette ki az NPO PM az 1960-as évek második felében. Ezen alapultak az Ekran és Ekran–M távközlési és műsorszóró műholdak, a Grany katonai távközlési műholdak, a Gorizont műsorszóró műholdak, valamint a Globusz (Raduga–1M) típusú katonai távközlési műholdak. A platform háromtengelyesen stabilizált. Az orientációról folyékony hajtóanyagú mikrohajtóművek gondoskodnak. A hengeres műhold hossztengelye a Föld középpontjának irányába néz.